# قائمة زملاء الجمعية الملكية المنتخبين في 1913
هذه الصفحة تعرض قائمة زملاء الجمعية الملكية المُنتخبين لعام 1913.None

## الزملاء
- Walter Rosenhain [الإنجليزية]‏
- Frederick Keeble [الإنجليزية]‏
- Thomas Renton Elliott [الإنجليزية]‏
- جيمس بيتر هيل
- أوين ريتشاردسون
- Arthur Robert Hinks [الإنجليزية]‏
- William Dalby (engineer) [الإنجليزية]‏
- William Bulloch (bacteriologist) [الإنجليزية]‏
- جون تشارلز فيلدز